# 木下康介
木下 康介（きのした こうすけ、1994年10月3日 - ）は、東京都港区生まれ、大田区出身のプロサッカー選手。Jリーグ・サンフレッチェ広島所属。ポジションはフォワード（FW）。

## 来歴

### プロ入り前
友人の影響で小学2年次からサッカーを始め、幼少時代より頭1つ背が高かったことから当初はゴールキーパーをやっていたが次第にディフェンダー、ミッドフィールダーとポジションを上げて、小学4年次よりフォワードとしてプレーを始めた。数あった選択肢の中から後に恩師と語る浮嶋敏が指導する横浜FC Jrユースへと進み、同ユースに昇格。日本クラブユースサッカー選手権 (U-18)大会で2011年と2012年の2年連続で大会得点王となり、世代別代表にも招集された。ユースチームに在籍しながら、2012年シーズンの6月には2種登録選手としてトップチームにも合流した。

### 海外挑戦
ユース昇格時より海外挑戦の意向を伝えており、2011年、高校3年の夏には関係者を介しプレミアリーグのマンチェスター・シティFCにビデオと履歴書を送って入団テストを打診。監督直筆の招待状をもらい、シティが英国への渡航費と滞在費を全額負担して7月30日から2週間、テストを受けた。監督をはじめクラブ幹部から入団の勧誘を受け、2011年10月3日に英国でプロ契約が可能となる18歳の誕生日の2012年10月3日を待って、シティからも正式に入団オファーを受けた。

#### フライブルク
2013年1月1日、トップチームの試合出場までには時間がかかることを懸念し、より即戦力に近い選手として認められチーム事情や将来的な育成方針を考え合わせ、同じく練習参加していて非常に熱心に勧誘されたドイツ・ブンデスリーガ1部のフライブルクと複数年のプロ契約を交わし、同U-19に移籍した。約半年で同セカンドチームへ合流した直後の2013年8月、U-19日本代表のスペイン遠征で足を負傷し、完治を待たず無理してプレーを続けたことで以後2年にわたり怪我に苦しむこととなった。

#### FC08ホンブルク
2016年、フライブルクのトップチームに昇格することができずに、4部リーグのFC08ホンブルクへ加入。

#### ハルムスタッズBK
2017年1月にスウェーデン1部のハルムスタッズBKへ移籍した。
2018シーズンには同2部でキャリアハイの13ゴールを記録した。

#### シント=トロイデンVV
2019年1月18日、ベルギー1部のシント＝トロイデンVVへの移籍が発表された。2月9日、第25節のワースラント＝ベフェレン戦で途中出場を果たすと、移籍後初得点を決めて勝利に貢献した。

#### スターベクIF
同年7月22日、ノルウェー1部のスターベクIFへ移籍。2021年7月19日、シーズン途中の退団と日本への帰国が発表された。

### 国内

#### 浦和レッズ
欧州を含む数クラブから話があった中から「新しい挑戦がしたい」として浦和レッズでのJリーグ初挑戦を決断。2021年8月12日、J1リーグ・浦和レッズへの加入が発表された。8月25日、J1リーグ第26節サンフレッチェ広島戦で後半途中より出場しJリーグデビューを果たした。

#### 水戸ホーリーホック
2022年1月5日、水戸ホーリーホックへの完全移籍が発表された。

#### 京都サンガF.C.
2022年12月20日、2023年シーズンより、京都サンガF.C.への完全移籍が発表された。

#### 柏レイソル
2024年、柏レイソルへ完全移籍。リーグ前半戦から中盤にかけて途中出場が多く、その中で7得点を記録。リーグ終盤戦はスタメン起用が増えノーゴールの試合もあったが、得点力不足に喘ぐチームでチームトップのリーグ戦10得点を挙げた。

#### サンフレッチェ広島
2025年6月2日、サンフレッチェ広島へ完全移籍で加入することが発表された。

## 所属クラブ
- 2001年 - 2006年 ドリームスSC（大田区立梅田小学校）
- 2007年 - 2009年 横浜FCジュニアユース（大田区立大森第三中学校）
- 2010年 - 2012年 横浜FCユース（東京都立美原高等学校）
- 2013年 - 2014年 SCフライブルクU-19
- 2014年 - 2016年 SCフライブルクII
- 2016年 FC08ホンブルク
- 2017年 - 2018年 ハルムスタッズBK
- 2019年 - 同年7月 シント＝トロイデンVV
- 2019年7月 - 2021年7月 スターベクIF
- 2021年8月 - 同年12月 浦和レッズ
- 2022年 水戸ホーリーホック
- 2023年 京都サンガF.C.
- 2024年 - 2025年6月 柏レイソル
- 2025年6月 - サンフレッチェ広島

## 個人成績
| 国内大会個人成績 | 国内大会個人成績   | 国内大会個人成績 | 国内大会個人成績   | 国内大会個人成績 | 国内大会個人成績 | 国内大会個人成績 | 国内大会個人成績 | 国内大会個人成績 | 国内大会個人成績 | 国内大会個人成績 | 国内大会個人成績 |
| 年度             | クラブ             | 背番号           | リーグ             | リーグ戦         | リーグ戦         | リーグ杯         | リーグ杯         | オープン杯       | オープン杯       | 期間通算         | 期間通算         |
| 年度             | クラブ             | 背番号           | リーグ             | 出場             | 得点             | 出場             | 得点             | 出場             | 得点             | 出場             | 得点             |
| ドイツ           | ドイツ             | ドイツ           | ドイツ             | リーグ戦         | リーグ戦         | リーグ杯         | リーグ杯         | DFBポカール      | DFBポカール      | 期間通算         | 期間通算         |
| ---------------- | ------------------ | ---------------- | ------------------ | ---------------- | ---------------- | ---------------- | ---------------- | ---------------- | ---------------- | ---------------- | ---------------- |
| 2016-17          | FC08ホンブルク     | 7                | レギオナルリーガ   | 4                | 1                | -                | -                | 0                | 0                | 4                | 1                |
| スウェーデン     | スウェーデン       | スウェーデン     | スウェーデン       | リーグ戦         | リーグ戦         | リーグ杯         | リーグ杯         | オープン杯       | オープン杯       | 期間通算         | 期間通算         |
| 2017             | ハルムスタッズBK   | 20               | アルスヴェンスカン | 23               | 1                | -                | -                | 3                | 2                | 26               | 3                |
| 2018             | ハルムスタッズBK   | 20               | スーペルエッタン   | 29               | 13               | -                | -                | 1                | 1                | 30               | 14               |
| ベルギー         | ベルギー           | ベルギー         | ベルギー           | リーグ戦         | リーグ戦         | リーグ杯         | リーグ杯         | ベルギー杯       | ベルギー杯       | 期間通算         | 期間通算         |
| 2018-19          | シント・トロイデン | 18               | ジュピラー         | 2                | 1                | -                | -                | -                | -                | 2                | 1                |
| ノルウェー       | ノルウェー         | ノルウェー       | ノルウェー         | リーグ戦         | リーグ戦         | リーグ杯         | リーグ杯         | ノルウェー杯     | ノルウェー杯     | 期間通算         | 期間通算         |
| 2019             | スターベク         | 19               | エリテセリエン     | 9                | 0                |                  |                  |                  |                  | 9                | 0                |
| 2020             | スターベク         | 19               | エリテセリエン     | 22               | 5                |                  |                  |                  |                  | 22               | 5                |
| 2021             | スターベク         | 19               | エリテセリエン     | 10               | 1                |                  |                  |                  |                  | 10               | 1                |
| 日本             | 日本               | 日本             | 日本               | リーグ戦         | リーグ戦         | リーグ杯         | リーグ杯         | 天皇杯           | 天皇杯           | 期間通算         | 期間通算         |
| 2021             | 浦和               | 16               | J1                 | 2                | 0                | 0                | 0                | -                | -                | 2                | 0                |
| 2022             | 水戸               | 15               | J2                 | 38               | 12               | -                | -                | 0                | 0                | 38               | 12               |
| 2023             | 京都               | 17               | J1                 | 25               | 3                | 4                | 1                | 1                | 0                | 30               | 4                |
| 2024             | 柏                 | 15               | J1                 | 38               | 10               | 3                | 0                | 2                | 1                | 43               | 11               |
| 2025             | 柏                 | 15               | J1                 | 14               | 3                | 2                | 0                | -                | -                | 16               | 3                |
| 2025             | 広島               | 17               | J1                 |                  |                  |                  |                  |                  |                  |                  |                  |
| 通算             | ドイツ             | ドイツ           | ブンデス4部        | 4                | 1                | 0                | 0                | 0                | 0                | 4                | 1                |
| 通算             | スウェーデン       | スウェーデン     | アルスヴェンスカン | 23               | 1                | 0                | 0                | 3                | 2                | 26               | 3                |
| 通算             | スウェーデン       | スウェーデン     | スーペルエッタン   | 29               | 13               | 0                | 0                | 1                | 1                | 30               | 14               |
| 通算             | ベルギー           | ベルギー         | ジュピラー         | 2                | 1                | -                | -                | 0                | 0                | 2                | 1                |
| 通算             | ノルウェー         | ノルウェー       | エリテセリエン     | 41               | 6                |                  |                  |                  |                  | 41               | 6                |
| 通算             | 日本               | 日本             | J1                 | 65               | 13               | 7                | 1                | 3                | 1                | 75               | 15               |
| 通算             | 日本               | 日本             | J2                 | 38               | 12               | -                | -                | 0                | 0                | 38               | 12               |
| 総通算           | 総通算             | 総通算           | 総通算             | 202              | 47               | 7                | 1                | 7                | 4                | 216              | 52               |

出場歴
- Jリーグ初出場 - 2021年8月25日 J1第26節・サンフレッチェ広島戦（浦和駒場スタジアム）
- Jリーグ初得点 - 2022年2月27日 J2第2節・ベガルタ仙台戦（ケーズデンキスタジアム水戸）

その他の公式戦
- 2019年
  - ベルギーリーグ・ヨーロッパリーグ プレーオフ 5試合1得点

## タイトル

### クラブ
浦和レッズ
- 天皇杯 JFA 全日本サッカー選手権大会：1回（2021年）

### 個人
- メニコンカップ（クラブユース東西対抗戦） 最優秀選手（2009年）

## 代表歴
- U-17日本代表
- U-19日本代表